# Fourmi légionnaire
Taxons concernés
Les espèces des sous-familles :
- Ecitoninae
- Aenictinae (nl)
- Dorylinaemodifier

« Fourmi légionnaire » est un nom vernaculaire ambigu désignant en français certaines fourmis nomades vivant sur tous les continents et classées dans les sous-familles suivantes : Ecitoninae, Aenictinae (nl), Dorylinae[réf. souhaitée].
Les « fourmis légionnaires » forment des colonies d'une très grande importance (minimum 100 000 individus, pouvant aller jusqu'à 20 millions). Elles ont la particularité d'attaquer leurs proies de manière massive au cours de leurs déplacements (qui sont cycliques) en effectuant des reconnaissances préalables bien qu'elles soient aveugles. De telles migrations sont appelées marabunta en espagnol[réf. souhaitée] et taoca en portugais (Brésil). 
En mai 2003, le docteur Sean G. Brady publie dans la revue Proceedings of the National Academy of Sciences une analyse phylogénétique combinant des données moléculaires et comportementales. Cette étude contredit l'hypothèse globalement acceptée à l'époque selon laquelle le comportement des fourmis légionnaires serait le fruit d'une convergence évolutive,. Les fourmis légionnaires descendraient toutes d'un ancêtre commun ayant vécu au Gondwana pendant le Crétacé.